# Martyna Radosz
Martyna Radosz z d. Mikołajczak (ur. 12 maja 1991 r. w Bydgoszczy) – polska wioślarka, złota medalistka mistrzostw Europy w 2017 roku w dwójce podwójnej kategorii lekkiej, wicemistrzyni uniwersjady (2015), akademicka mistrzyni świata (2014). Na igrzyskach olimpijskich w Rio de Janeiro w 2016 roku w dwójce podwójnej kategorii lekkiej zajęła 7. miejsce.

## Kariera sportowa
Jest zawodniczką LOTTO-Bydgostii Bydgoszcz. W latach 2007–2010 była uczennicą VIII LO w Bydgoszczy. Chodziła do klasy sportowej o profilu wioślarskim.
Jej największymi sukcesami w karierze było akademickie mistrzostwo świata w 2014 roku w dwójce podwójnej wagi lekkiej (z Moniką Kowalską) i wicemistrzostwo letniej uniwersjady w 2015 roku w tej samej konkurencji (również z Moniką Kowalską). Reprezentowała Polskę na mistrzostwach świata w 2015 roku, gdzie zajęła 3. miejsce w finale C w jedynkach wagi lekkiej oraz na mistrzostwach Europy w 2016 roku, gdzie zajęła 5. miejsce w tej samej konkurencji, a także na Igrzyskach Olimpijskich w 2016, zajmując 7. miejsce (1. miejsce w finale B) w dwójce podwójnej wagi lekkiej (z Weroniką Deresz).
Na mistrzostwach Polski w 2014 roku zdobyła złote medale w jedynce wagi lekkiej i czwórce podwójnej wagi lekkiej oraz brązowy medal w dwójce podwójnej wagi lekkiej, a w 2015 roku srebrny medal w dwójce podwójnej wagi lekkiej i brązowy medal w czwórce podwójnej.
19 grudnia 2016 roku ustanowiła razem z Miłoszem Jankowskim rekord świata na dystansie 100 km na ergometrze wioślarskim (grupa wiekowa mixed 20-29 lat), uzyskując wynik 6 godzin 15 minut 6,5 sekundy.

## Puchar Świata
- 1. miejsce (Belgrad 2017)
- 2. miejsce (Bled 2015, Poznań 2017, Lucerna 2017)

## Wyniki
| Rok  | Zawody               | Miejsce            | Konkurencja                  | Czas             | Pozycja     |
| ---- | -------------------- | ------------------ | ---------------------------- | ---------------- | ----------- |
| 2015 | Mistrzostwa świata   | Lac d’Aiguebelette | Jedynka wagi lekkiej         | Finał C: 8:09,48 | 15. miejsce |
| 2016 | Mistrzostwa Europy   | Brandenburg        | Jedynka wagi lekkiej         | Finał A: 8:49,70 | 5. miejsce  |
| 2016 | Igrzyska olimpijskie | Rio de Janeiro     | Dwójka podwójna wagi lekkiej | Finał B: 7:24,34 | 7. miejsce  |
| 2017 | Mistrzostwa Europy   | Račice             | Dwójka podwójna wagi lekkiej | Finał A: 6:58,55 | 1. miejsce  |
| 2017 | Mistrzostwa świata   | Sarasota           | Dwójka podwójna wagi lekkiej | Finał B: 8:00,30 | 9. miejsce  |
| 2018 | Mistrzostwa Europy   | Glasgow            | Dwójka podwójna              | Finał A: 7:05,42 | 6. miejsce  |
| 2018 | Mistrzostwa świata   | Płowdiw            | Dwójka podwójna              | Finał B: 6:51,97 | 8. miejsce  |
| 2019 | Mistrzostwa Europy   | Lucerna            | Dwójka podwójna              | Finał B: 7:10,50 | 12. miejsce |
| 2019 | Mistrzostwa świata   | Ottensheim         | Dwójka podwójna              | Finał C: 7:00,05 | 13. miejsce |